# U-Sing
U-Sing est un jeu vidéo de karaoké exclusivement sur Wii, développé et édité par Mindscape qui a été élaboré en collaboration avec le leader de l'édition phonographique Universal Music. Son lancement mondial a eu lieu le 30 octobre 2009 au Royaume-Uni, en France, en Allemagne, au Benelux, en Scandinavie, en Espagne, en Italie, en Australie et en Belgique.

## Principe du jeu
Le principe du jeu est similaire aux jeux de karaoké sur console de jeu vidéo : le joueur choisi une chanson parmi la liste disponible. Le (ou les) joueur(s) chantent alors la chanson choisie avec un microphone relié à la console. Le jeu reconnaît la performance vocale du joueur en mesurant la justesse de sa voix. Le score obtenu est fonction du nombre de notes chantées avec justesse dans la chanson.

## Caractéristiques
- 30 hits avec leur clip original
- Reconnaissance vocale de précision avec la technologie Voxler mesurant la justesse et le rythme
- 3 niveaux de difficulté, versions longue et courte de chaque chanson
- De 1 à 2 joueurs avec 2 microphones
- Réécoute des performances
- 7 gameplay funs et addictifs: Training, Solo, Duo, Duel, Battle, Jukebox, Medley

## Liste des chansons
(France)
1. Alain Bashung - Résidents de la République
2. Brick & Lace - Love is Wicked
3. Cœur de Pirate - Comme des enfants
4. The Cure - Boys Don't Cry
5. Duffy - Mercy
6. Georges Brassens - Les copains d'abord
7. Gloria Gaynor - I Will Survive
8. Gregory Lemarchal - A corps perdu
9. Jackson 5 - ABC
10. Jenifer - Tourner ma page
11. Johnny Hallyday - Allumer le feu
12. Keane - Somewhere Only We Know
13. Kool & The Gang - Celebration
14. Lady Gaga - Eh, Eh (Nothing Else I Can Say)
15. Lionel Richie - All Night Long
16. Mika - Love Today
17. Olivia Ruiz - Elle panique
18. Pascale Picard - Gate 22
19. Pep's - Liberta
20. The Pussycat Dolls - When I Grow Up
21. Renan Luce - 	La fille de la bande
22. Renan Luce - 	La lettre
23. Sam Brown - Stop
24. Sheryfa Luna - Si tu n'étais plus là
25. Stanislas - Le manège
26. Superbus - Addictions
27. Thomas Dutronc - Comme un manouche sans guitare
28. Vanessa Paradis - ''Divine idylle
29. Vitaa - A fleur de toi
30. Yelle - ''À cause des garçons

## Autres Jeux U-Sing
Deux autres jeux de la série U-Sing sont sortis en 2010 : U-Sing Girls Night et U-Sing Johnny Hallyday. Une suite du jeu, U-Sing 2, est sortie en France en décembre 2010.